# 达斯蒂·约翰逊
达斯廷·迈克尔·约翰逊（英語：Dustin Michael Johnson，1976年9月30日—）为美国政治人物，隶属于共和党，从2019年开始担任南达科他州单一国会选区联邦众议员。约翰逊曾在2005年至2011年间担任南达科他州公用事业专员，之后担任州长丹尼斯·道加德的幕僚长直至2014年。此后直到就任联邦众议员之前，约翰逊一直在位于南达科他州米切尔的有利点解决方案公司担任副总裁。